# ئی‌ام‌دی اس‌دی۴۵اکس
ئی‌ام‌دی اس‌دی۴۵اکس (انگلیسی: EMD SD45X) یک لوکوموتیو دیزلی ساخت شرکت جنرال موتورز الکترو-موتیو دیویژن است.
این لوکوموتیو که مابین سال‌های ۱۹۷۰ تا ۱۹۷۱ تولید می‌شده دارای ۲۰ سیلندر و ۴۲۰۰ اسب بخار قدرت بوده است.